# Stefano Zarattini
Stefano Zarattini (Cittadella, 1º agosto 1965) è un imprenditore e dirigente sportivo italiano, noto per essere il patron e presidente e della Luparense Football Club e per essere stato il fondatore, patron e presidente della Luparense Calcio a Cinque.

## Vita privata
È il proprietario dell'Azienda agricola Zarattini Stefano S.r.l. di San Vito al Tagliamento e della Zarattini Menotti S.r.l. di San Martino di Lupari. È stato dal 1995 al 2014 consigliere comunale nella città natale, ricoprendo dal 1995 al 1996 la carica di Assessore allo sport.

## Sport

### Calcio a 5
Nel 1996 fondata a San Martino di Lupari la Luparense Calcio a Cinque. Partito dalla Serie C2 nel 2003 ottiene la promozione in Serie A. Successivamente la società padovana da lui guidata vince 6 Scudetti, 3 Coppe Italia e 6 Supercoppe italiane, diventando la squadra più titolata d'Italia. Nel 2018, dopo 22 anni, annuncia il suo disimpegno dalla società di calcio a 5. 

### Calcio
Nel 2015 fonda la polisportiva Luparense Football Club rilevando le società di calcio Atletico San Paolo Padova poi rinominata Luparense San Paolo, che militava in Serie D, e la Luparense Football Club. Il 6 giugno 2016, Zarattini annuncia l'uscita dal pacchetto di maggioranza della Luparense San Paolo, rimanendo però alla guida della Luparense Football Club, che nel 2019, ha riportato in Serie D, dopo 17 anni.

## Onorificenze
- Il 5 dicembre 2015 è stato premiato dal presidente della FIGC Carlo Tavecchio con la Benemerenza della Lega Nazionale Dilettanti, per i suoi 20 anni di attività nel mondo del Calcio a 5.[4]